# Pure Football
Pure Football (Pure Futbol en Amérique du Nord) est un jeu vidéo de sport (football) développé par Ubisoft Vancouver et édité par Ubisoft, sorti en 2010 sur PlayStation 3 et Xbox 360.

## Système de jeu
Le jeu a comme objectif de proposer un type de football similaire au football de rue, et d'être un concurrent à la série des Fifa Street. Le joueur est amené à créer son propre joueur, former une équipe de cinq joueurs et de partir à la conquête du monde du football de rue Européen face à d'autres équipes, au nombre de 17, sur des terrains urbains, au nombre de 8. Au fil de sa progression, le joueur peut améliorer les compétences de son avatar et recruter de bien meilleurs joueurs, en remplissant certaines conditions lors des matchs. 
Au fil des actions effectuées durant le match, le joueur peut remplir une barre d'action spéciale, l'action Pure, donnant son titre au jeu. Une fois remplie, cette barre permet d'effectuer automatiquement une action spectaculaire quasiment imparable pour le gardien adverse. Le jeu propose toutefois des actions communes au football traditionnel, comme les touches, les corners ou des sorties de but. 
Il inclut deux modes de jeu multijoueurs, jusqu'à 4 joueurs en local et jusqu'à deux joueurs en ligne. 

## Accueil
La presse spécialisée réserve un accueil négatif pour ce jeu. Jeuxvideo.com lui donne la note de 9, appréciant les décors de fond et les visuels proposés par la caméra mais déplorant la jouabilité, le contenu solo trop restreint ainsi qu'une exécution générale poussive. L'agrégateur de critiques Metacritic lui donne la note de 38, la presse spécialisée pointant un gameplay répétitif, un manque général de contenu, ou des graphismes pas à la hauteur de leur temps. 